# Сыстыг-Хем
Сыстыг-Хем — река в Республике Тыва, правый приток реки Большой Енисей.
Длина реки — 138 км. Площадь водосборного бассейна — 4440 км². Среднегодовой расход воды — 60 м³/с. Питание снеговое и дождевое.
Имеет несколько притоков, наибольшей длиной из которых обладают Чапши (82 км), Шет-хем (61 км) и Айна (57 км).